# صدف سوخاری
صدف سوخاری (انگلیسی: Fried clams)، صدف‌های دوکفه‌ای در شیر خوابانده، آرد پاشی شده و روغن‌پزی عمیق شده هستند که خاستگاه آن منطقه نیو انگلند ایالات متحده آمریکا می‌باشد.